# 2003年の鉄道
2003年の鉄道（2003ねんのてつどう）とは、2003年（平成15年）に起こった鉄道関係の出来事をまとめたページである。
2002年の鉄道 - 2003年の鉄道 - 2004年の鉄道

## 出来事の一覧

### 1月
- 1月1日
  - 有田鉄道
    - （路線廃止） 有田鉄道線 藤並駅 - 金屋口駅
    - （駅廃止） 藤並駅、田殿口駅、下津野駅、御霊駅、金屋口駅（有田鉄道線）

### 2月
- 2月1日
  - 京福電気鉄道
    - （路線譲渡） 越前本線 福井駅 - 勝山駅（えちぜん鉄道に譲渡）
    - （路線譲渡） 三国芦原線 福井口駅 - 三国港駅（えちぜん鉄道に譲渡）
    - （駅譲渡） 福井駅、新福井駅、福井口駅、越前開発駅、越前新保駅、追分口駅、東藤島駅、越前島橋駅、観音町駅、松岡駅、志比堺駅、東古市駅、下志比駅、光明寺駅、轟駅、越前野中駅、山王駅、越前竹原駅、小舟渡駅、保田駅、発坂駅、比島駅、勝山駅（越前本線）
    - （駅譲渡） 福井口駅、西別院駅、田原町駅、西福井駅、新田塚駅、中角駅、(臨)仁愛グランド前駅、鷲塚針原駅、太郎丸駅、西春江駅、西長田駅、下兵庫駅、大関駅、本荘駅、番田駅、芦原湯町駅、水居駅、三国神社駅、三国駅、三国港駅（三国芦原線）

  - えちぜん鉄道
    - （路線譲受） 勝山永平寺線 福井駅 - 勝山駅（京福電気鉄道から譲受・越前本線から改称）
    - （路線譲受） 三国芦原線 福井口駅 - 三国港駅（京福電気鉄道から譲受）
    - （駅譲受） 福井駅、新福井駅、福井口駅、越前開発駅、越前新保駅、追分口駅、東藤島駅、越前島橋駅、観音町駅、松岡駅、志比堺駅、東古市駅、下志比駅、光明寺駅、轟駅、越前野中駅、山王駅、越前竹原駅、小舟渡駅、保田駅、発坂駅、比島駅、勝山駅（勝山永平寺線）
    - （駅譲受） 福井口駅、西別院駅、田原町駅、西福井駅、新田塚駅、中角駅、(臨)仁愛グランド前駅、鷲塚針原駅、太郎丸駅、西春江駅、西長田駅、下兵庫駅、大関駅、本荘駅、番田駅、芦原湯町駅、水居駅、三国神社駅、三国駅、三国港駅（三国芦原線）
- 2月20日
  - えちぜん鉄道
    - （駅名改称） 永平寺口駅←東古市駅（勝山永平寺線）

### 3月
- 3月12日
  - 西武鉄道
    - （複々線化） 池袋線 練馬駅 - 中村橋駅
    - （ワンマン運転開始）池袋線 飯能駅 - 吾野駅
    - （ワンマン運転開始） 西武秩父線 吾野駅 - 西武秩父駅
- 3月15日
  - 西日本旅客鉄道
    - （電化） 小浜線 敦賀駅 - 東舞鶴駅 (84.3km・直流1500V)

  - 九州旅客鉄道
    - （ワンマン運転開始） 日豊本線 国分駅 - 鹿児島駅

  - 平成筑豊鉄道
    - （新駅開業） 赤駅（田川線・内田駅 - 油須原駅間）
- 3月16日
  - 阪急電鉄
    - （新駅開業） 洛西口駅（京都本線 東向日駅 - 桂駅間）
- 3月19日
  - 帝都高速度交通営団
    - （延伸開業） 半蔵門線 水天宮前駅 - 押上駅 (6.0km)
    - （新駅開業） 清澄白河駅、住吉駅、錦糸町駅、押上駅（半蔵門線）

  - 東武鉄道
    - （新線開業） 伊勢崎線（連絡線） 押上駅 - 曳舟駅 (1.3km)（正式には業平橋駅 - 曳舟駅複々線化）
    - （新駅開業） 押上駅（伊勢崎線(連絡線)）
    - （ワンマン運転開始） 小泉線（支線） 東小泉駅 - 桐生駅
    - （ワンマン運転開始） 大師線 西新井駅 - 大師前駅

  - 箱根登山鉄道
    - パスネット導入（鉄道線 小田原駅 - 箱根湯本駅）
- 3月25日
  - 富山地方鉄道
    - （新駅開業） 小杉駅（上滝線 上堀駅 - 布市駅間）
- 3月27日
  - 秩父鉄道
    - （新駅開業） ひろせ野鳥の森駅（秩父本線 石原駅 - 大麻生駅間）

  - 桃花台新交通
    - トランパス導入。

  - 名古屋市交通局
    - （新線・第二種鉄道事業開業） 上飯田線 上飯田駅 - 平安通駅 (0.8km)
    - （新駅開業） 上飯田駅（上飯田線）
    - トランパス導入。

  - 名古屋鉄道
    - （地下化・路線延長・運営形態変更） 小牧線 上飯田駅 - 味鋺駅 (2.3km←2.1km・第二種鉄道事業者←第一種鉄道事業者)
    - トランパス導入（小牧線）

  - 上飯田連絡線
    - （第三種鉄道事業開業） 名古屋市営地下鉄上飯田線 上飯田駅 - 平安通駅 (0.8km)
    - （第三種鉄道事業開業） 名鉄小牧線 上飯田駅 - 味鋺駅 (2.3km)
- 3月31日
  - 東海旅客鉄道
    - （路線延長） 東海道本線（西名古屋港線） (7.0km←3.9km)

  - 日本貨物鉄道
    - （路線延長） 東海道本線（西名古屋港線） (7.0km←3.9km)

### 4月
- 4月1日
  - 東日本旅客鉄道
    - （常設駅化） 上越国際スキー場前駅←(臨)上越国際スキー場前駅（上越線）

  - 日本貨物鉄道
    - （第二種鉄道事業廃止） 日光線 宇都宮駅 - 鶴田駅

  - 近畿日本鉄道
    - （路線譲渡） 北勢線 西桑名駅 - 阿下喜駅 （三岐鉄道に譲渡）
    - （駅譲渡） 西桑名駅、馬道駅、西別所駅、蓮花寺駅、在良駅、坂井橋駅、七和駅、穴太駅、六把野駅、北大社駅、大泉東駅、長宮駅、楚原駅、上笠田駅、麻生田駅、六石駅、阿下喜駅（北勢線）

  - 三岐鉄道
    - （路線譲受） 北勢線 西桑名駅 - 阿下喜駅 (20.4km) （近畿日本鉄道から譲受）
    - （駅譲受） 西桑名駅、馬道駅、西別所駅、蓮花寺駅、在良駅、坂井橋駅、七和駅、穴太駅、六把野駅、北大社駅、大泉東駅、長宮駅、楚原駅、上笠田駅、麻生田駅、六石駅、阿下喜駅（北勢線）
- 4月4日
  - 東日本旅客鉄道
    - （高架化） 栃木駅（両毛線）
- 4月22日
  - 土佐くろしお鉄道
    - （新駅開業） 海の王迎駅（中村線 土佐上川口駅 - 浮鞭駅間）

### 5月
- 5月6日
  - 能勢電鉄
    - （ワンマン運転開始） 日生線 山下駅 - 日生中央駅（日生エクスプレス除く）
    - （ワンマン運転開始） 妙見線 川西能勢口駅 - 妙見口駅（日生エクスプレス除く）
- 5月10日
  - 北海道旅客鉄道
    - （電化） 宗谷本線 旭川駅 - 北旭川駅 - 旭川運転所 (交流20,000V)

### 7月
- 7月1日
  - 東日本旅客鉄道
    - 「VIEW Suicaカード」発行開始。
- 7月7日
  - 九州旅客鉄道 
    - （新駅開業） 千早駅（鹿児島本線 香椎駅 - 箱崎駅間）
- 7月18日
  - のと鉄道
    - （さよなら運転） NT800形気動車
- 7月20日
  - えちぜん鉄道
    - （駅名改称） 福大前西福井駅←西福井駅、あわら湯のまち駅←芦原湯町駅（三国芦原線）
- 7月25日
  - タイ国有鉄道
    - （複線化） 北本線 バーンパーチー駅 - ロッブリー駅 (42.86km)

### 8月
- 8月10日
  - 沖縄都市モノレール
    - （新線開業） 沖縄都市モノレール線 那覇空港駅 - 首里駅 (12.9km)
    - （新駅開業） 那覇空港駅、赤嶺駅、小禄駅、奥武山公園駅、壺川駅、旭橋駅、県庁前駅、美栄橋駅、牧志駅、安里駅、おもろまち駅、古島駅、市立病院前駅、儀保駅、首里駅（沖縄都市モノレール線）

### 9月
- 9月18日
  - ドリーム開発
    - （路線廃止） ドリームランド線 大船駅 - ドリームランド駅（1967年9月24日（手続上は9月27日）から休止していた。）
    - （駅廃止） 大船駅、ドリームランド駅（ドリームランド線）
- 9月25日
  - タイ国有鉄道
    - （複線化） 東本線 フアマーク駅 - チャチューンサオ駅 (45.81km)

### 10月
- 10月1日
  - 東海旅客鉄道
    - （新駅開業） 品川駅（東海道新幹線 東京駅 - 新横浜駅間）

  - 西日本旅客鉄道
    - （高速化） 因美線 鳥取駅 - 智頭駅
    - （高速化） 山陰本線 鳥取駅 - 米子駅
    - （駅名改称） 新山口駅←小郡駅（山陽新幹線、宇部線、山陽本線、山口線）
    - （ワンマン運転開始） 高山本線 高山駅 - 猪谷駅

  - 九州旅客鉄道
    - （ワンマン運転開始） 鹿児島本線 川内駅 - 鹿児島駅
    - （ワンマン運転開始） 日南線 南宮崎駅 - 田吉駅（宮崎空港線直通）
    - （ワンマン運転開始） 日豊本線 延岡駅 - 国分駅
    - （ワンマン運転開始） 宮崎空港線 田吉駅 - 宮崎空港駅

  - 大井川鐵道
    - （駅名改称） 川根温泉笹間渡駅←笹間渡駅（大井川本線）

  - 京阪電気鉄道
    - （ワンマン運転開始） 石山坂本線 石山寺駅 - 坂本駅
- 10月4日
  - 名古屋鉄道
    - （運転再開） 常滑線 榎戸駅 - 常滑駅間（空港線建設に伴う高架化工事のため2002年1月26日から休止していた）
    - トランパス導入（名鉄豊田線、名鉄三河線 知立駅 - 猿投駅）

  - タイ国有鉄道
    - （駅廃止） トンブリー駅 南本線（現在のトンブリー駅とは異なる）
- 10月12日
  - 東日本旅客鉄道
    - 「SuicaFREX定期券」発行開始（東北新幹線 東京駅 - 宇都宮駅、上越新幹線 大宮駅 - 高崎駅）
- 10月26日
  - 東日本旅客鉄道
    - Suica導入（仙台都市圏の66駅）

### 11月
- 11月1日
  - 西日本旅客鉄道
    - ICカード乗車券「ICOCA」を京阪神地区の路線で導入。
- 11月30日
  - 神戸電鉄
    - （ワンマン運転開始） 粟生線 鈴蘭台駅 - 粟生駅

### 12月
- 12月1日
  - 西日本旅客鉄道
    - （路線廃止） 可部線 可部駅 - 三段峡駅
    - （廃止駅） 河戸駅、今井田駅、安芸亀山駅、毛木駅、安芸飯室駅、布駅、小河内駅、安野駅、水内駅、坪野駅、田之尻駅、津浪駅、香草駅、加計駅、木坂駅、殿賀駅、上殿駅、筒賀駅、土居駅、戸河内駅、三段峡駅（可部線）

  - 日本貨物鉄道
    - （路線廃止） 東海道本線（神戸臨港線） 東灘信号場 - 神戸港駅
    - （廃止駅） 神戸港駅（東海道本線）

  - 横浜市交通局
    - 1・3号線の全列車を終日全席優先席とする。

  - 名古屋鉄道
    - （路線休止） 岐阜市内線 岐阜駅前駅 - 新岐阜駅前駅
    - （駅休止） 岐阜駅前駅（岐阜市内線）
- 12月13日
  - 名古屋市交通局
    - （延伸開業） 4号線 砂田橋駅 - 名古屋大学駅 (4.5km)
    - （新駅開業） 茶屋ヶ坂駅、自由ヶ丘駅 、名古屋大学駅（4号線）
- 12月15日
  - 仁川広域市地下鉄公社
    - （駅名改称） 京仁教大入口駅←仁川教大駅 （仁川地下鉄1号線）
- 12月20日
  - 九広鉄路
    - （新線開業） 九広西鉄 南昌駅 - 屯門駅
    - （新駅開業） 南昌駅、美孚駅、荃湾西駅、錦上路駅、元朗駅、朗屏駅、天水囲駅、兆康駅、屯門駅 (九広西鉄)

## 主なダイヤ改正

### 2月
- 2月22日
  - 南海電気鉄道 - ダイヤ改正。
    - 南海本線・空港線の特急「ラピート」全列車が新今宮駅・天下茶屋駅・泉佐野駅・りんくうタウン駅に停車。

### 3月
- 3月6日
  - 近畿日本鉄道 - ダイヤ改正
    - 名阪特急に「アーバンライナーnext」を投入。
    - 京都駅・近鉄難波駅（現・大阪難波駅） - 賢島駅間運転の特急の一部が大和八木駅 - 賢島駅間で併結運転を再開。
    - 津駅に停車する特急が増加。
    - 大和高田駅、榛原駅に一部の特急、美旗駅に快速急行、河内国分駅に急行が新規に停車するようになる。
- 3月12日
  - 西武鉄道 - ダイヤ改正。
    - 池袋線の特急おくちちぶ、区間準急を廃止。日中の営団地下鉄有楽町線直通の飯能駅発着列車を準急から快速に変更。
    - 昼間時に国分寺線と新宿線新所沢駅までの直通運転開始。
- 3月15日
  - 西日本旅客鉄道 - ダイヤ改正。
    - 特急「しらさぎ」に683系2000番台電車投入。
    - 奈良線「みやこ路快速」が東福寺駅・玉水駅停車、快速が玉水駅停車。
    - 小野田線本山支線のクモハ42形電車を123系電車に置き換え。

  - 九州旅客鉄道 - ダイヤ改正。
    - 長崎駅 - 佐世保駅間（大村線経由）の特急「シーボルト」廃止。

  - 近江鉄道 - ダイヤ改正。
    - 本線貴生川駅→米原駅間で新幹線に接続する快速を運転開始。

  - 西日本鉄道 - ダイヤ改正。
    - 宮地岳線深夜に2本増発し終電延長。
- 3月19日
  - 近畿日本鉄道
    - 奈良線で女性専用車両を平日朝の上り快速急行に試験的に設定。

  - 東京急行電鉄 - ダイヤ改正。
    - 東横線に通勤特急を新設。

  - 東武鉄道 - ダイヤ改正。
    - 営団地下鉄半蔵門線、東急田園都市線との相互直通運転開始。
- 3月27日
  - 名古屋鉄道
  - 名古屋市交通局 - ダイヤ改正
  - 豊橋鉄道 - ダイヤ改正
- 3月29日
  - 小田急電鉄 - ダイヤ改正。
    - 湘南急行・多摩急行増発。急行が栗平駅停車。

### 4月
- 4月1日
  - 札幌市交通局　- ダイヤ改正。
    - 土曜ダイヤを廃止し、土休日ダイヤを実施。

  - 甘木鉄道 - ダイヤ改正。
    - 甘木線平日朝夕約15分間間隔に増発。
- 4月20日
  - 広島電鉄 - ダイヤ改正。
    - 7号線（横川駅 - 十日市町 - 紙屋町 - 広電本社前）系統運行開始。

### 5月
- 5月26日
  - 西日本鉄道 - ダイヤ改正。
    - 平日朝ラッシュ時の上り特急・快速急行・急行で女性専用車を試験的に実施。
- 5月31日
  - 南海電気鉄道・泉北高速鉄道 - ダイヤ改正。
    - 高野線で快速急行を運転開始。
    - 朝ラッシュ時の河内長野➡なんば間の急行10両運転終了。

### 6月
- 6月1日
  - 西日本旅客鉄道 - ダイヤ改正。
    - 特急「はるか」の一部を米原駅まで運転区間を延長。
    - 米原駅 - 大阪駅間の「びわこライナー」を格上げし、特急「びわこエクスプレス」を朝夕に運転開始。
- 6月21日
  - 神戸電鉄 - ダイヤ改正。

### 7月
- 7月7日
  - 九州旅客鉄道 - ダイヤ改正。
    - 鹿児島本線・日豊本線の全快速列車が西小倉駅停車。
- 7月19日
  - 京浜急行電鉄 - ダイヤ改正。
    - 本線品川駅 - 空港線羽田空港駅間の特急を廃止。

  - 東京モノレール - ダイヤ改正。
    - 土曜・休日の深夜に快速を新設。

### 8月
- 8月23日
  - 相模鉄道 - ダイヤ改正。
- 8月30日
  - 阪急電鉄 - ダイヤ改正。
    - 阪急宝塚本線の特急「日生エクスプレス」が池田駅停車。特急と昼間の急行を廃止し快速急行を新設。通勤特急と平日朝の急行を通勤急行、準急を通勤準急に変更。

  - 能勢電鉄 - ダイヤ改正。
    - 日生急行が土曜日のみの運転に。

### 9月
- 9月1日
  - 三岐鉄道 - ダイヤ改正。
    - 北勢線増発。
- 9月6日
  - 京阪電気鉄道 - ダイヤ改正

### 10月
- 10月1日 - JRグループダイヤ改正。
  - 東日本旅客鉄道
    - 特急「あいづ」「ホリデーあいづ」を格下げし快速「あいづライナー」に改称。

  - 東海旅客鉄道
    - 新幹線「のぞみ」増発。毎時最大7本運転に。「のぞみ」に自由席設定。
    - 急行「ちくま」を臨時列車化。

  - 西日本旅客鉄道
    - 特急「加越」を「しらさぎ」に統合。
    - 特急「いなば」をキハ187系気動車に置き換え「スーパーいなば」に改称。
    - 特急「スーパーくにびき」を「スーパーまつかぜ」に改称。
    - 瀬戸大橋線の快速「マリンライナー」をJR西日本223系5000番台電車・JR四国5000系電車に置き換え。

  - 九州旅客鉄道
  - 京阪電気鉄道 - ダイヤ改正。
    - 石山坂本線 石山寺駅 - 近江神宮前駅間で増発。

### 12月
- 12月1日
  - 西日本旅客鉄道
    - 福知山線ダイヤ改正。快速が中山寺駅停車。

  - 東京都交通局 - ダイヤ改正
  - 京王電鉄 - ダイヤ改定
- 12月6日
  - 名古屋市交通局
    - 名城線・4号線の運行系統変更。

## 災害・不通・事故・事件など

### 1月
- 1月23日
  - 京成電鉄
    - （事故） 本線 京成大久保第5号踏切（京成大久保駅 - 実籾駅間）で、警報機を無視し踏切内に進入した自動車に普通列車が衝突し脱線。
- 1月31日
  - レール・コーポレーション・ニューサウスウェールズ
    - （事故） サウス・コースト・ライン ウォーターフォール駅付近で列車脱線事故発生。

### 2月
- 2月18日
  - 大邱広域市地下鉄公社
    - （事件） 中央路駅で放火事件が発生。
- 2月24日
  - 南海電気鉄道
    - （災害・事故） 高野線 紀伊細川駅 - 紀伊神谷駅間で、急行列車が線路上に崩落した土砂に乗り上げ脱線。

### 3月
- 3月1日
  - 阿里山森林鉄路
    - （事故） 阿里山駅付近でブレーキ故障により列車が脱線・転覆。死者17名を出した同社最大の事故。
- 3月5日
  - 高松琴平電気鉄道
    - （事故・不通） 志度線 大町駅 - 琴電志度駅（房前駅構内で脱線事故発生のため）
- 3月6日
  - 高松琴平電気鉄道
    - （運転再開） 志度線 大町駅 - 琴電志度駅（前日発生の脱線事故のため不通となっていた）
- 3月24日
  - 松本電気鉄道
    - （事故） 上高地線 宮地鉄工所前踏切（森口駅 - 下島駅間）で、列車の接近に気付かなかった自動車に列車が衝突し、脱線。
- 3月28日
  - 東日本旅客鉄道
    - （事故） 飯山線 横倉駅 - 森宮野原駅間で法面からの落石に普通列車が衝突し、脱線。
- 3月31日
  - 九州旅客鉄道
    - （事故） 大村線 豊姫踏切（小串郷駅 - 川棚駅間）で立ち往生したトラックに普通列車が衝突し脱線。原因はトラックの運転手が踏切の車幅制限を無視し、脱輪したため。）

### 5月
- 5月22日
  - 東日本旅客鉄道・日本貨物鉄道
    - （事故） 東海道本線（東海道貨物線） 東京貨物ターミナル駅構内で貨物列車が脱線。

### 6月
- 6月8日
  - 近畿日本鉄道
    - （事件・事故） 内部線 追分第3号踏切（小古曽駅構内）で置石のため列車が脱線。
- 6月9日
  - 近畿日本鉄道
    - （事件） 八王子線 日永駅 - 西日野駅間・内部線 日永駅付近・八王子線 日永駅付近でそれぞれ障害物による列車妨害事件発生。
- 6月10日
  - 近畿日本鉄道
    - （事件） 内部線で列車妨害未遂事件発生。四日市市在住の男を往来危険罪の現行犯で逮捕。

### 7月
- 7月18日
  - 九州旅客鉄道
    - （災害・事故・不通） 長崎本線 湯江駅 - 諫早駅（特急「かもめ」46号脱線のため。原因は大雨により法面から線路上に落石が発生し、特急列車が衝突したため。）
- 7月20日
  - 九州旅客鉄道
    - （運転再開） 長崎本線 湯江駅 - 諫早駅（前々日の特急列車脱線事故のため、不通だった）

  - えちぜん鉄道
    - （運転再開） 勝山永平寺線 福井駅 - 永平寺口駅（2001年6月24日の列車衝突事故により、中部運輸局福井運輸支局から運行停止命令が発令されたため不通だった）
    - （運転再開） 三国芦原線 福井口駅 - 西長田駅（2001年6月24日の列車衝突事故により、中部運輸局福井運輸支局から運行停止命令が発令されたため不通だった）
- 7月21日
  - 長良川鉄道
    - （事故） 越美南線 福野駅 - 美並苅安駅間走行中の臨時トロッコ列車を牽引中の機関車が脱線。
- 7月22日
  - 東日本旅客鉄道
    - （事故） 東北本線（宇都宮線） 高林街道踏切（那須塩原駅構内）で、道路上で転倒したまま踏切に進入したオートバイが普通列車と衝突。列車は脱線しオートバイは炎上。
- 7月26日
  - 東日本旅客鉄道
    - （災害・事故） 宮城県北部地震発生のため、石巻線 前谷地駅構内で列車が脱線。

### 8月
- 8月10日
  - えちぜん鉄道
    - （運転再開） 三国芦原線 西長田駅 - 三国港駅（2001年6月24日の列車衝突事故により、中部運輸局福井運輸支局から運行停止命令が発令されたため不通だった）
- 8月17日
  - 大井川鐵道
    - （災害・不通） 大井川本線 金谷駅 - 福用駅（神尾駅構内で土砂崩れ発生のため）
- 8月19日
  - 京阪電気鉄道
    - （事故） 京阪本線 北田井踏切（香里園駅 - 寝屋川市駅間）で、特急列車が踏切に進入した軽自動車と衝突し脱線。軽自動車は炎上。
- 8月26日
  - 四国旅客鉄道
    - （事故） 土讃線 阿波川口駅に停車中の普通列車で列車火災事故発生。
- 8月30日
  - 東海旅客鉄道
    - （事件・事故） 中央本線（中央西線） 島田トンネル（田立駅 - 南木曽駅間）で乗客の男が普通列車（車両は東日本旅客鉄道所有）の車内で焼身自殺を図り、列車火災事故発生。該客は死亡。

### 9月
- 9月16日
  - 西武鉄道
    - （事故） 池袋線 大泉学園第6号踏切（大泉学園駅 - 保谷駅間）の踏切で脱線事故発生。原因は、踏切で停止中の小型トラック運転手が自動販売機でジュースを買うため車を離れた際に転動、無人のまま踏切に進入し列車と衝突したもの。
- 9月26日
  - 北海道旅客鉄道
    - （災害・事故） 十勝沖地震発生のため、根室本線 直別駅を通過中の特急「まりも」が脱線。

### 10月
- 10月18日
  - 名古屋鉄道
    - （事故） 名古屋本線新岐阜駅で、列車が所定停止位置に停止せず加速し車止めに衝突。（名鉄新岐阜駅電車衝突事故）
- 10月19日
  - えちぜん鉄道
    - （運転再開） 勝山永平寺線 永平寺口駅 - 勝山駅（2001年6月24日の列車衝突事故により、中部運輸局福井運輸支局から運行停止命令が発令されたため不通だった）
- 10月25日
  - 大井川鐵道
    - （運転再開） 大井川本線 金谷駅 - (仮)横岡駅（8月17日の土砂崩れのため不通だった）
    - （仮駅設置） (仮)横岡駅（大井川本線 五和駅（現合格駅） - 神尾駅間。不通区間が復旧するまでの仮駅。）

  - えちぜん鉄道
    - （事故） 三国芦原線 上里2号踏切（福大前西福井駅 - 新田塚駅間）で、踏切横の用水路に脱輪した軽自動車に普通列車が衝突し脱線。

### 11月
- 11月18日
  - 銚子電気鉄道
    - （事故） 銚子電気鉄道線 観音踏切（観音駅 - 本銚子駅間）で、踏切内に進入した乗用車と列車が衝突。列車は脱線。なお同踏切は踏切警報機及び遮断機が設置されているが、乗用車の運転手は飲酒運転及び携帯電話を操作しながらわき見運転を行っていたため、列車の接近に気付いていなかった。
- 11月21日
  - 北海道旅客鉄道
    - （事故） 富良野線 餌取農場踏切（北美瑛駅 - 千代ヶ岡駅間）で、普通列車が踏切横の側溝に脱輪した自動車と衝突し脱線。
- 11月29日
  - 富士急行
    - （事故） 大月線 大月駅2番線に留置されていた車両に、同一ホームに留置予定の回送列車が衝突する事故発生。

### 12月
- 12月6日
  - 高松琴平電気鉄道
    - （事故） 琴平線 福田町第4号踏切（瓦町駅 - 片原町駅間）で列車が誤って踏切に進入したトラックと衝突し、脱線。
- 12月31日
  - 大邱広域市地下鉄公社 
    - （営業再開） 中央路駅（放火事件のため同年2月18日から休止していた。）

## 鉄道車両

### 新系列・新形式
- 東日本旅客鉄道
  - キヤE991形気動車　「NEトレイン」
- 四国旅客鉄道
  - 5000系電車
- 九州旅客鉄道
  - 800系新幹線電車
- 日本貨物鉄道
  - M250系電車
- 京成電鉄
  - 3000形電車（2代目）
- 阪急電鉄
  - 9300系電車
- 帝都高速度交通営団
  - 08系電車
- 名古屋市交通局
  - 7000形電車
- 愛知環状鉄道
  - 2000系電車
- 沖縄都市モノレール
  - 1000形電車

### 譲渡形式
- 高松琴平電気鉄道←京浜急行電鉄
  - 1200形電車
- 北総開発鉄道←京成電鉄
  - 7250形電車（正式には譲渡ではなくリース）
- えちぜん鉄道←愛知環状鉄道
  - MC6001形電車

### 消滅形式
- 東日本旅客鉄道
  - 301系電車
- 日本貨物鉄道
  - タキ24600形貨車
- 京成電鉄
  - 3150形電車
- 江ノ島電鉄
  - 500形電車 (初代)
- 長野電鉄
  - 10系電車
- 大阪市交通局
  - 60系電車
- 有田鉄道
  - ハイモ180形気動車、キハ58形気動車（路線の廃止にともなう消滅）
- 広島電鉄
  - 500形電車
  - 1100形電車
- 高松琴平電気鉄道
  - 1010形電車
  - 1050形電車
  - 820・8000形電車

### 受賞
- ブルーリボン賞：近鉄21020系電車
- ローレル賞：岡山電気軌道9200形電車、鹿児島市交通局1000形電車
- グッドデザイン賞：沖縄都市モノレール1000形電車、岡山電気軌道9200形電車、東海道新幹線フルカラーLED列車情報案内システム